# Glen Johnson (ökölvívó)
Glengoffe Donovan Johnson (becenevén Gentleman) (1969. január 2.) az USA-ban élő jamaicai bokszoló.

## Életrajz
1969. január 2-án született a jamaicai Clarendonban.
1993-ban debütált a hivatásos ökölvívók között.
180 cm magas, súlya 79 kg félnehézsúlyban bokszolt.
Az Amerikai Egyesült Államokbeli Miamiban él.

## Amatőr eredményei
Glen “The Road Warrior” Johnson elég későn 20 éves korában kezdett el bokszolni a Miami állambeli Floridában a rendőrség bokszegyesületében.
Amatőr rekordja 35-5, és két alkalommal volt Florida Állam Aranykesztyűs Bajnoka.

## Profi karrier
75 mérkőzéséből 54-et (37-szer kiütéssel) megnyert, 21 alkalommal hagyta el vesztesen a ringet, és 2-szer ért el döntetlent.
1997-ben a 33. mérkőzésén addig még veretlenül, kihívóként kikapott Bernard Hopkinstól az IBF középsúlyú világbajnoki címmérkőzésén. 
Több súlycsoportban volt a világbajnok kihívója, ezenkivűl az IBO és az IBF öveket is magáénak tudhatta.
Jelenleg visszavonult.

## Eredményei
WBC Continental Americas szuper középsúlyú cím (1999)
IBF Interkontinentális szuper középsúlyú cím (2000)
WBO Interkontinentális félnehézsúlyú cím (2001)
USBA Félnehézsúlyú cím (2003)
A Roy Jones és Antonio Tarver legyőzésével hírnevet szerző ökölvívó 2004-ben a USA Today és a Ring Magazine szerint az év bokszolója (Fighter of the Year) volt.